# Harrsjön (Stensele socken, Lappland)
Harrsjön är en sjö i Storumans kommun i Lappland och ingår i Ångermanälvens huvudavrinningsområde. Sjön har en area på 1,72 kvadratkilometer och ligger 503,1 meter över havet. Sjön avvattnas av vattendraget Harrsjöbäcken.

## Delavrinningsområde
Harrsjön ingår i det delavrinningsområde (724475-151788) som SMHI kallar för Utloppet av Harrsjön. Medelhöjden är 544 meter över havet och ytan är 13,56 kvadratkilometer. Det finns inga avrinningsområden uppströms utan avrinningsområdet är högsta punkten. Harrsjöbäcken som avvattnar avrinningsområdet har biflödesordning 4, vilket innebär att vattnet flödar genom totalt 4 vattendrag innan det når havet efter 394 kilometer. Avrinningsområdet består mestadels av skog (77 procent). Avrinningsområdet har 1,72 kvadratkilometer vattenytor vilket ger det en sjöprocent på 12,7 procent.